# Toxobotys
Toxobotys és un gènere d'arnes de la família Crambidae.

## Taxonomia
- Toxobotys aureans Rose & Kirti, 1989
- Toxobotys boveyi Bänziger, 1987
- Toxobotys praestans Munroe & Mutuura, 1968